# Békés András (rendező)
Békés András (Debrecen, 1927. március 23. – Budapest, 2015. szeptember 18.) Kossuth- és Erkel Ferenc-díjas magyar rendező, érdemes és kiváló művész. Békés István író, műfordító, művelődéstörténész; publicista, műkritikus fia; Békés Rita Jászai Mari-díjas színésznő öccse, és Békés Itala Kossuth-díjas színésznő ikertestvére; Zempléni Mária Liszt Ferenc-díjas operaénekes férje.

## Életpályája
Középiskola tanulmányait 1937 és 1945 között a budapesti piarista gimnáziumban végezte, ahol osztálytársa volt többek között Kárpáti Miklós (későbbi dramaturg) és Gundel Imre (későbbi gasztronómiai író). A második világháború miatt a 8. osztályt csak utólagos magánvizsgával, 1945 szeptemberében fejezte be. Ezt követően a Színház- és Filmművészeti Főiskolán, rendezői szakon tanult, és 1949-ben szerzett diplomát. 1949–50-ben a Nemzeti Színházban, 1950–51-ben a Honvéd Színházban rendezett. 1951-től 1955-ig a kecskeméti Katona József Színház főrendezője volt. 1955 és 1960 között rendezett az Ifjúsági Színházban, a József Attila Színházban és a Szegedi Nemzeti Színházban. Emellett 1958-tól tanított a Színház- és Filmművészeti Főiskolán.
1960-ban került rendezőként a Magyar Állami Operaházba, amelynek 1987-től, nyugdíjba vonulásáig, 1990-ig főrendezője is volt. Első operai rendezését, Millöcker: A koldusdiák című operettjét 1962-ben mutatták be. Több operafilmet is rendezett a Magyar Televízióban. Kiemelkedő munkája Puccini: Angelica nővér című operája 1985-ben és Mascagni: Parasztbecsület című operájának 1989-es rendezése, amelyet a Zenés TV Színház keretei között mutattak be. Rendezett a Magyar Rádióban is.
1967-ben Zsámbéki Gáborral együtt alapították meg a Szentendrei Teátrumot, amelynek éveken keresztül volt rendezője és művészeti vezetője volt.

## Színpadi rendezései
- Felvételi vizsga a Nemzetibe
- Vészi Endre: Fekete bárány
- Móricz Zsigmond: Légy jó mindhalálig
- Carlo Goldoni: A hazug
- Burkhard: Tűzijáték
- Szalkay Antal: Pikkó herceg és Jutka Perzsi
- Ben Jonson: Volpone
- Erkel Ferenc: Bánk bán

### Magyar Állami Operaház
| - Carl Millöcker: A koldusdiák - Mozart: A varázsfuvola - Ravel: Pásztoróra - Puccini: Tosca - Kodály Zoltán: Háry János - Wagner: Lohengrin - Verdi: A végzet hatalma - Donizetti: Szerelmi bájital - Flotow: Márta - Beethoven: Fidelio - Rossini: Hamupipőke - Gounod: Faust - Wagner: Tannhäuser - Verdi: Traviata - Mascagni: Parasztbecsület - Leoncavallo: Bajazzók - Verdi: Nabucco - Rimszkij-Korszakov: Az aranykakas - Wagner: A Rajna kincse - Wagner: A walkür - Händel: Rodelinda - Donizetti: A csengő - Puccini: Gianni Schicchi | - Muszorgszkij: Hovanscsina - Wagner: Az istenek alkonya - Kodály Zoltán: Székely fonó - Ránki György: Pomádé király új ruhája - Verdi: Az álarcosbál - Janáček: Jenůfa - Mozart: Don Giovanni - Prokofjev: A három narancs szerelmese - Richard Strauss: Elektra - Mozart: Figaro házassága - Csajkovszkij: A pikk dáma - Wagner: A bolygó hollandi - Verdi: Ernani - Puccini: Triptichon - Offenbach: Kékszakáll - Kodály Zoltán: Psalmus Hungaricus - Puccini: Pillangókisasszony - Csajkovszkij: Anyegin - Rossini: A sevillai borbély - Donizetti: Boleyn Anna - Purcell: Dido és Aeneas - Vajda János: Mario és a varázsló - Bartók Béla: A kékszakállú herceg vára |

### Parmában
- Verdi: Lujza Miller (1975)

## Filmjei

### Játékfilmek
- Töredék az életről (1980-színészként)

### Tévéfilmek
- Székelyfonó (1964)
- Strauss-est (1964)
- Reggeli a marsallnál (1967)
- Zenés TV Színház
  - Kodály: Székelyfonó (1972)
  - Schubert: Házi háború (1973)
  - Offenbach: A férj kopogtat (1974)
  - Donizetti: Rita (1978)
  - Kenessey: Az arany meg az asszony (1980)
  - Rossini: Alkalom szüli a tolvajt (1982)
  - Lehár: Garabonciás (1982)
  - Puccini: Angelica nővér (1985)
  - Ravel: Pásztoróra (1988)
  - Mascagni: Parasztbecsület (1989)
  - Rossini:	Hamupipőke
- Karancsfalvi szökevények (1976-dramaturg)
- Az Isten is János (1977)
- A Kékszakáll (1982)

## Díjai
- Erkel Ferenc-díj (1963)
- Érdemes művész (1970)
- Kiváló művész (1980)
- A Magyar Állami Operaház örökös tagja (1989)
- Kossuth-díj (1995)
- Szentendre díszpolgára (1997)
- A Magyar Állami Operaház Mesterművésze (2003)